# Mate amargo (publicación)
Mate amargo es una histórica publicación uruguaya del Movimiento de Liberación Nacional - Tupamaros.

## Historia
Comenzando por su primer número, publicado el 13 de marzo de 1973, esta primera época se extendió por varios meses en el marco de una estrategia de comunicación del MLN-T. Con la llegada de la dictadura uruguaya, y la desarticulación de la guerrilla tupamara en los primeros años de la década de 1970, su publicación se vio interrumpida. El "Mate amargo" volvería a salir con el retorno de la democracia en 1986. Otros proyectos comunicacionales llevados a cabo por los tupamaros en esta época fueron la creación de la editorial Tupac Amaru Ediciones (TAE), CX 44 Radio Panamericana y la edición de la revista Temas y el semanario Tupamaros.
Desde la primera época del Mate amargo, surgida en la década de 1970 en formato revista, esta publicación ha sido editado con distinta periodicidad, como quincenario o semanario. La cuarta época se editó entre el año 2000 y el 2002 y contó con 53 números.
En el año 2012 comenzó una nueva época de esta publicación, editándose en formato digital con una periodicidad mensual.

## Directores
| Nombre                       | Comienzo          | Finalización    |
| ---------------------------- | ----------------- | --------------- |
| Edmundo Canalda              | junio de 1986     | junio de 1988   |
| Diego Piccardo               | julio de 1988     | marzo de 1989   |
| Eleuterio Fernández Huidobro | marzo de 1989     | marzo de 1990   |
| Jorge Zabalza                | abril de 1990     | octubre de 1992 |
| Roberto Villanueva           | noviembre de 1992 | mayo de 1993    |
| José López Mercao            | junio de 1993     | junio de 1994   |
| Eduardo Bonomi               | julio de 1994     | enero de 1999   |